# 니시우치 마리야
니시우치 마리야(일본어: 西内まりや, 1993년 12월 24일 ~ )는 일본의 패션 모델, 배우, 가수이다.
후쿠오카현 출신. 라이징 프로덕션 소속.

## 약력
2006년 여름, 후쿠오카 시내에 놀러 갔을 때 연예 사무소 스태프에게 스카우트를 받았다. 10월 15일, 후쿠오카 제1고등학교·제1경제 대학 부속 고교가 합동 개최한 학원제에서, 다수의 연예인을 배출한 것으로도 알려진, 〈중학생 카라오케 선수권〉에 타치바나 리사, 미야하라 리에와 함께 3인조 댄스 유닛으로 출장, 그랑프리를 획득했다.

### 모델로서
2007년 7월부터, 10대 초반을 위한 패션 잡지 《니콜라》 (신쵸샤)의 전속 모델로서 활동을 개시. 표지에 등장한 횟수는 11번. 그 중 3번이 단독이다. 2008년도 니콜라 부장 타카야시키 아야노의 후임으로 2009년도 니콜라 부장이 되었다. 또, 당시의 새로운 브랜드 〈Lindsay〉 (나루미야 인터내셔널)의 모델을 맡았다.
2010년 5월호에서 잡지 《니콜라》를 졸업해, 2010년 7월호부터 10대를 위한 잡지 《Seventeen》 (슈에이샤)의 전속 모델로서 활동하고 있다. 2011년 3월호에서 키리타니 미레이와 함께 표지를 장식했다.
2015년 7월 1일 발매의 《Seventeen》 8월호에서, 졸업하는 것이 밝혀졌다. 8월 25일, 이벤트 〈Seventeen 여름 학원제 2015〉에서 〈졸업식〉을 했다.

### 배우로서
2008년 7월, 드라마 《정의의 아군》으로 배우 데뷔.
2011년 12월, 《스위치 걸!!》로 드라마 첫 주연.
2013년 8월, 《야마다 군과 7인의 마녀》로 지상파 연속 드라마 첫 주연.
2015년 7월, 《호텔 컨시어지》로 프라임 타임 드라마 첫 주연.

### 가수로서
2014년 8월 20일, 〈LOVE EVOLUTION〉으로 데뷔. 제56회 일본 레코드 대상 최우수 신인상 수상. 제47회 일본유선대상 신인상 수상.
2015년 5월 6일, 자신 첫 작사·작곡 작품 〈고마워 Forever...〉를 발매.

## 인물
- 도쿄도내의 여자 고교를 2012년 3월 15일에 졸업.
- 특기는, 배드민턴.
- 친언니는 탤런트 니시우치 히로.

## 수상
- 제56회 일본 레코드 대상 신인상, 최우수 신인상 (2014년)
- 제47회 일본유선대상 신인상 (2014년)
- 제1회 크리스마스 주얼리 프린세스상 여배우 부문 (2015년)
- 제57회 일본 레코드 대상 우수 작품상 (2015년)
- 제48회 일본유선대상 유선 음악 우수상 (2015년)
- 제29회 일본 안경 베스트 드레서상 선글라스 부문 (2016년)

## 출연

### 드라마
- 정의의 아군 (2008년 7월 ~ 9월, 닛폰 TV) - 모리야마 치카 역
- 스크랩 티처~교사 재생~ (2008년 10월 ~ 12월, 닛폰 TV) - 우에노 마리야 역
- 안녕, 아루마~소집 영장을 받은 개~ (2010년 12월 18일, NHK 종합) - 타카하시 히로코 역
- 스위치 걸!! (2011년 12월 ~ 2012년 2월, 후지 TV TWO) - 주연·타미야 니카 역
  - 스위치 걸!! 2 (2012년 12월 ~ 2013년 1월)
- GTO (2012년 7월 ~ 9월, 칸사이 TV) - 카츠라기 미키 역
  - GTO 가을 스페셜 (2012년 10월 2일)
  - GTO 정월 스페셜 (2013년 1월 2일)
  - GTO 완결편 (2013년 4월 2일)
- 야마다 군과 7인의 마녀 (2013년 8월 ~ 9월, 후지 TV) - 주연·시라이시 우라라 역
- SMOKING GUN~결정적 증거~ (2014년 4월 ~ 6월, 후지 TV) - 이시노마키 사쿠라코 역
- 가부키모노 케이지 (2015년 4월 ~ 6월, NHK 종합) - 마에다 사노 역
- 호텔 컨시어지 (2015년 7월 ~ 9월, TBS) - 주연·아마노 토오코 역
- 갑작스럽지만, 내일 결혼합니다 (2017년 1월 ~ 3월, 후지 TV) - 주연·타카나시 아스카 역
- 살색의 감독 무라니시 (2021년, 넷플릭스) - 사야카

### 영화
- 황금나침반 (2008년) - 주연·라이라 역(일본어판 더빙)
- ONE PIECE FILM Z (2012년) - 주연·마린 역(목소리)
- 레인 트리의 나라 (2015년, 쇼게이트) - 히토미 리카 역
- CUTIE HONEY -TEARS- (2016년, 토에이) - 주연·키사라기 하니 역

### 버라이어티
- 피카루의 정리 (2012년 4월 11일 ~ 2013년 9월 4일, 후지 TV) - 레귤러
- 세계 베스트 오브 영상 쇼 정상 리서치 (2014년 1월 5일·4월 29일·9월 23일·2015년 5월 3일·10월 4일·11월 15일·2016년 3월 20일·6월 19일, 후지 TV) - MC

### CM
- 롯데 Fit's (2009년 ~ 2010년)
  - 쇼핑 편/씹으면 후냥 편 (2009년 3월)
  - 아키타 편 (2009년 9월 28일)
  - 식물원 편 (2010년 6월 15일)
- 시마무라
  - 파이버 드라이 (2012년)
    - 클로짓 편 (4월 24일)
    - 프티 바캉스에 GO! 편 (7월 3일)

  - Sorridere (2014년)
    - 기대가 가득 편 (4월)
- veet (2013년 4월)
- meiji
  - 컬러풀 밸런타인! (2014년 1월 10일)
  - 포이풀 (2014년 4월)
  - 골드 라인 (2016년 4월 ~ )
- 코바야시 제약 사와 데이 핑크 핑크 (2014년 3월)
- 닛신 식품 컵 누들 (2015년)
- 카네보 화장품 ALLIE (2016년 2월)
- ABC 마트 (2016년 3월 ~ )
- IDEX 그룹 (2016년 3월 ~ )
- KIRIN 오후의 홍차 (2016년 5월 ~ )

### 스틸·광고
- 파일럿 코퍼레이션 프릭션 볼 (2009년)
- 프래그란스 멀티 미스트 (2013년)
- 니시우치 마리야 프로듀스 화장품 〈라 패지블〉 (2013년)

### PV
- w-inds. 〈TOKYO〉 (2008년)

## 음반

### 싱글
| #            | 발매일           | 타이틀                                 | 최고 순위    | 규격                                     | 규격 품번    | 판매 형태                    |
| SONIC GROOVE | SONIC GROOVE     | SONIC GROOVE                           | SONIC GROOVE | SONIC GROOVE                             | SONIC GROOVE | SONIC GROOVE                 |
| ------------ | ---------------- | -------------------------------------- | ------------ | ---------------------------------------- | ------------ | ---------------------------- |
| 1            | 2014년 8월 20일  | LOVE EVOLUTION                         | 19위         | CD DVD Seventeen 감수 오리지널 스타일 북 | AVCD-16466/B | 초회 생산 한정반             |
| 1            | 2014년 8월 20일  | LOVE EVOLUTION                         | 19위         | CD DVD                                   | AVCD-16467/B | 통상반                       |
| 1            | 2014년 8월 20일  | LOVE EVOLUTION                         | 19위         | CD                                       | AVCD-16468   | 통상반                       |
| 2            | 2015년 1월 28일  | 7 WONDERS                              | 13위         | CD DVD 미니 포토 북                      | AVCD-16507/B | 초회 생산 한정반             |
| 2            | 2015년 1월 28일  | 7 WONDERS                              | 13위         | CD DVD                                   | AVCD-16508/B | 통상반                       |
| 2            | 2015년 1월 28일  | 7 WONDERS                              | 13위         | CD                                       | AVCD-16509   | 통상반                       |
| 3            | 2015년 5월 6일   | ありがとうForever... 고마워 Forever... | 10위         | CD DVD 미니 포토 북                      | AVCD-16538/B | 초회 생산 한정반             |
| 3            | 2015년 5월 6일   | ありがとうForever... 고마워 Forever... | 10위         | CD DVD                                   | AVCD-16539/B | 통상반                       |
| 3            | 2015년 5월 6일   | ありがとうForever... 고마워 Forever... | 10위         | CD                                       | AVCD-16540   | 통상반                       |
| 4            | 2015년 10월 28일 | Save me                                | 16위         | CD DVD 미니 포토 북                      | AVCD-16558/B | 초회 생산 한정반             |
| 4            | 2015년 10월 28일 | Save me                                | 16위         | CD DVD                                   | AVCD-16559/B | 통상반                       |
| 4            | 2015년 10월 28일 | Save me                                | 16위         | CD                                       | AVCD-16560   | 통상반                       |
| 5            | 2016년 5월 25일  | Chu Chu / HellO                        | 18위         | CD DVD 미니 포토 북                      | AVCD-16664/B | 초회 생산 한정반             |
| 5            | 2016년 5월 25일  | Chu Chu / HellO                        | 18위         | CD DVD                                   | AVCD-16665/B | 통상반 Chu Chu반             |
| 5            | 2016년 5월 25일  | Chu Chu / HellO                        | 18위         | CD DVD                                   | AVCD-16666/B | 통상반 HellO반               |
| 5            | 2016년 5월 25일  | Chu Chu / HellO                        | 18위         | CD                                       | AVCD-16667   | 통상반                       |
| 6            | 2016년 9월 21일  | BELIEVE                                | 11위         | CD 미니 포토 북                          | AVCD-16703   | 초회 생산 한정반             |
| 6            | 2016년 9월 21일  | BELIEVE                                | 11위         | CD DVD                                   | AVCD-16704/B | 통상반                       |
| 6            | 2016년 9월 21일  | BELIEVE                                | 11위         | CD                                       | AVCD-16705   | 통상반                       |
| 6            | 2016년 9월 21일  | BELIEVE                                | 11위         | CD                                       | AVCD-16706   | 통상반 CUTIE HONEY -TEARS-반 |

## 서적

### 잡지 연재
- nicola (2007년 8월호 ~ 2010년 5월호, 신쵸샤) - 전속 모델
- Kindai (킨다이에이가샤)
- Seventeen (2010년 7월호 ~ 2015년 11월호, 슈에이샤) - 전속 모델

### 무크
- 니시우치 마리야×Lindsay 브랜드 오샤레 BOOK (2009년 10월 31일, 신쵸샤) ISBN 978-4-10-790208-5
- CM 미소녀 U-19 SELECTION100 -2010- (2010년 4월 21일, 겐코샤) ISBN 978-4-7683-0305-4
- 천사의 본모습~화제의 미소녀 포토&인터뷰~ (2010년 8월 27일, 겐코샤) ISBN 978-4-7683-0317-7